# Пакистан на зимних Олимпийских играх 2022
Пакистан на зимних Олимпийских играх 2022 года был представлен одним спортсменом в горнолыжном спорте.  Знаменосцем сборной Пакистана, как на церемонии открытия, так и на церемонии закрытия был горнолыжник Мухаммад Карим. По итогам соревнований сборная Пакистана, принимавшая участие в своих четвёртых зимних Олимпийских играх, вновь осталась без медалей.

## Результаты соревнований

### Лыжные виды спорта

#### Горнолыжный спорт
Квалификация спортсменов для участия в Олимпийских играх осуществлялась на основании специального квалификационного рейтинга FIS по состоянию на 16 января 2022 года. При этом НОК для участия в Олимпийских играх мог выбрать только того спортсмена, который вошёл в топ-500 олимпийского рейтинга в своей дисциплине, и при этом имел определённое количество очков, согласно квалификационной таблице. Страны, не имеющие участников в числе 500 сильнейших спортсменов, могли претендовать только на квоты категории B в технических дисциплинах. По итогам квалификационного отбора горнолыжник Мухаммад Карим стал обладателем квоты.
Мужчины
| Соревнование | Спортсмены     | 1 спуск | 1 спуск | 2 спуск | 2 спуск | Всего | Место | Отставание |
| Соревнование | Спортсмены     | Время   | Место   | Время   | Место   | Всего | Место | Отставание |
| ------------ | -------------- | ------- | ------- | ------- | ------- | ----- | ----- | ---------- |
| слалом       | Мухаммад Карим | DNF     | DNF     | —       | —       | —     | —     | —          |